# 律师函
律师函，是一种由律师发表的，用于披露或告知法律行为的文书，常见于知识产权纠纷。
律师函不是传票，不具备强制的法律约束力。

## 内容
一般来说，律师函的内容包括：
- 律师事务所、委托人、收件人及其他涉事方的信息
- 对法律行为的描述和评价
- 法律行为所涉及的法律，及可能造成的后果，包括民事责任、刑事责任等
- 附录及签章

## 其他
律师函一词因迪士尼对同人作品的打压及蔡徐坤篮球视频事件而成为中国大陆网络迷因。

## 脚注
1. ↑  导航地图惊现“李鬼”加油站，中石油发出“商标侵权”律师函.
2. ↑  “版权狂魔”迪士尼出手 谷阿莫要“凉”？.